# Polyrhachis bedoti
Polyrhachis bedoti é uma espécie de formiga do gênero Polyrhachis, pertencente à subfamília Formicinae.